# Nowoorlowsk
Nowoorlowsk (russisch Новоорло́вск) ist eine Siedlung städtischen Typs in der Region Transbaikalien in Russland mit 3110 Einwohnern (Stand 14. Oktober 2010).

## Geographie
Der Ort liegt etwa 140 km Luftlinie südöstlich der Regionshauptstadt Tschita im Bereich des gut 1000 m hohen Bergkammes Changilai-Schily.
Nowoorlowsk gehört zum Rajon Aginski und befindet sich 15 km ostsüdöstlich von dessen Verwaltungszentrum Aginskoje. Die Siedlung ist Sitz und einzige Ortschaft der Stadtgemeinde (gorodskoje posselenije) Nowoorlowsk.

## Geschichte
Um 1940 wurden in der Umgebung das Lithium- und Tantalerzvorkommen Orlowskoje und die Wolframlagerstätte Spokoininskoje entdeckt und bald mit deren Abbau begonnen. Zunächst entstand die etwa 9 km südöstlich gelegene Siedlung Orlowski. Nachdem ab 1962 eine Fabrik für die Anreicherung der Erze errichtet worden war, begann man ab 1969 mit der Errichtung einer neuen, näher zum Werk gelegenen Siedlung mit Namen Nowoorlowsk („Neu-Orlowsk“). Diese besitzt seit 1982 den Status einer Siedlung städtischen Typs.

### Bevölkerungsentwicklung
| Jahr | Einwohner |
| ---- | --------- |
| 1989 | 5298      |
| 2002 | 2859      |
| 2010 | 3110      |

Anmerkung: Volkszählungsdaten

## Verkehr
Nowoorlowsk ist über eine etwa 8 km lange Straße von der nördlich vorbeiführenden Fernstraße A350 zu erreichen, die Tschita über Aginskoje und Mogoitui (dort befindet sich per Straße etwa 30 km entfernt die nächste Bahnstation) mit der Grenze zur Volksrepublik China bei Sabaikalsk verbindet. In südöstlicher Richtung führt die Nebenstraße weiter nach Orlowski.